# 黄肩厚嘴雀
，是雀形目唐纳雀科的一种鸟类，属于单型的黄肩厚嘴雀属（学名：Parkerthraustes）。
黄肩厚嘴雀体重约37克，翼长约83.9毫米，喙宽度约8.2毫米，喙厚度约10毫米，嘴峰长约19.7毫米，跗蹠长约20.9毫米，尾长约71.5毫米。
黄肩厚嘴雀是留鸟，栖息在森林，它们是杂食性动物。它们分布在哥伦比亚东部至玻利维亚北部和巴西亚马逊地区西南部。